# Фрањо Преданић
Фраљо Лука Преданић (Загреб, 11. септембар 1905 — Загреб, 7. јул 1996) бивши југословенски атлетски репрезентативац, специјалиста за трчање на 1.500 метара.
Био је члан ХШК Конкордија из Загреба. Као члан југословенске делегације учествовао је на Летњим олимпијским играма 1928. у Амстердаму. Такмичио се у својој дисциплини 1.500 м а резултатом 4,27,0 заузео 6 место у трећој квалификационој групи и није успео да се пласира у финале.